# マルコ・ポーロ 大冒険
『マルコ・ポーロ 大冒険』（マルコ・ポーロ だいぼうけん、仏: La fabuleuse aventure de Marco Polo (L'echiquier de Dieu) 「マルコ・ポーロの素晴らしい冒険 （神のチェス盤）」の意）は、1962年製作開始、1965年公開、ドニス・ド・ラ・パテリエール、ラウール・レヴィ、ノエル・ハワード共同監督による、フランス・イタリア・ユーゴスラヴィア・アフガニスタン合作の長篇劇映画である。

## 概要
1956年、ロジェ・ヴァディム監督の『素直な悪女』をプロデュースし、ヴァディムの妻ブリジット・バルドーを一躍スターダムに送り込んだ、アメリカ帰りの若手プロデューサー、ラウール・レヴィが、1962年、巨匠クリスチャン＝ジャックを監督に、アラン・ドロンを主演に迎え、オールスターキャストで製作に着手したのが、本作である。当初は『マルコ・ポーロ』というタイトルであった。
製作過程で混乱が起き、監督・主演ともに降板、監督は中堅のドニス・ド・ラ・パテリエール、主演は『荒野の七人』（1960年）でチコ役を演じたホルスト・ブッフホルツに交代した。さらに、キング・ヴィダー監督の『ソロモンとシバの女王』（1959年）、デイヴィッド・リーン監督の『アラビアのロレンス』（1962年）や、MGMが手がけたニコラス・レイ監督の超大作『北京の55日』（1963年）などの長期海外ロケーション、歴史大作のB班監督で腕を振るっていたノエル・ハワードを共同監督に招いて再出発した。一部、レヴィ本人が演出に乗り出すという幕もありながら、ようやく完成、1965年8月6日、フランスで公開された。
興行的には惨敗で、レヴィは大きな負債を背負い、自らのイエナ・プロデュクションは倒産に追い込まれた。本作の公開までの長い期間を利用し、レヴィは本格的な監督作『二人の殺し屋』を用意し、本作の公開のわずか5日後に公開している。本作を最後に、撮影監督アルマン・ティラールとは決裂し、『二人の殺し屋』以降は、ラウール・クタールを起用した。

## ストーリー
13世紀、ヴェネツィア共和国（現在のイタリア・ヴェネツィア）。商業が盛んな同地では、ニコロ（マッシモ・ジロッティ）とマッテオ（ミカ・オルロヴィック）のポーロ兄弟はよく知られていた。賢人アッケルマン（オーソン・ウェルズ）の指導で学んでいた若きマルコ（ホルスト・ブッフホルツ）は、目下勉強中であった。
モンゴル帝国皇帝のクビライ（アンソニー・クイン）からローマの教皇への親書を携えて、マルコの父ニコロが旅から帰ってきた。ニコロの息子のマルコが、教皇からの返書を届ける役を仰せつかった。
砂漠や海や高原を越え、マルコが果敢に進んでいくが、行程があまりに困難で、途中で多くが脱落し、とうとうマルコひとりになった。「砂漠の風」ことシェーク・アッラ・フー（オマー・シャリフ）やロシア南部の女（エルザ・マルティネリ）らに出会う。ついにモンゴル帝国の中心部に近づいたマルコは、凶暴なナヤム大公（ロベール・オッセン）に阻まれた。
皇帝クビライが中国全域から花嫁を選ぶ、とのことで、若く美しい姫たちが、首都への旅をしていた。マルコは、ゴガティーン姫（リン・スー・ムーン）と出会い、姫のおかげで無事、皇帝に謁見できることができた。
マルコが、ヴェネツィアに帰ってきたときには、すでに25年が経過していた。17年間も中国に滞在し、広く世界を見聞し、それが『東方見聞録』という書物として花開いた。

## キャスト
※括弧内は日本語吹替（初回放送1975年9月28日『日曜洋画劇場』）
- ホルスト・ブッフホルツ - マルコ・ポーロ（井上真樹夫）
- アンソニー・クイン - モンゴル帝国皇帝クビライ（大木民夫）
- エイキム・タミロフ - 山の老人
- エルザ・マルティネリ - 鞭を持った女
- ロベール・オッセン - 叛乱指導者ナヤム大公
- グレゴワール・アスラン（英語版） - アクメッド・アブドゥラー
- オマー・シャリフ - 「砂漠の風」ことシェーク・アッラ・フー（内海賢二）
- オーソン・ウェルズ - マルコの指導者・賢人アッケルマン（塩見竜介）
- マッシモ・ジロッティ - マルコの父ニコロ
- フォルコ・ルリ - ヴェニスの商人スピネッロ
- グイド・アルベルティ（英語版） - グレゴリオX神父
- リン・スー・ムーン（英語版） - ゴガティーン姫
- ブリュノ・クレメル（英語版） - テンプル騎士団ギョーム・ド・トリポリ
- ジャック・モノー - テンプル騎士団ニコロ・デ・ヴィチェンザ
- ミカ・オルロヴィック - マルコの伯父マッテオ
- マリア・ヴィルジニア・オノラート
- マンシュアレー・リサイ - タハ

アルファベット順
- ドラゴミール・フェルバ
- ミリアム・ミシェルソン - 中国の皇女
- リューボ・スキリエヴィッチ
- アレクサンダー・ストイコヴィッチ
- ヤネス・ヴローヴェッチ

ノンクレジット アルファベット順
- アンドレイ・ガルデニン
- ノエル・ハワード （カメオ出演）
- クリフォード・リヨンズ
- ルシル・スーン - 嫁ぐ姫

## スタッフ・作品データ
- 監督 : ドニス・ド・ラ・パテリエール、ラウール・レヴィ
- 共同監督 : ノエル・ハワード
- 脚本 : ジャン＝ポール・ラプノー、ジャック・レミー、ラウール・レヴィ、ドニス・ド・ラ・パテリエール
- 撮影監督 : アルマン・ティラール、クロード・ルノワール、ヴラディミール・イヴァノフ
- 録音 : ピエール＝アンリ・グミ、ジャック・ラビュシエール
- 美術・装飾 : ジャック・ソルニエ
- 衣裳 : ジャック・フォントレー
- 編集 : ノエル・バランシ、ジャクリーヌ・ティエドー
- スクリプター : ドニス・ド・ラ・パテリエール
- 助監督 : クリスチャン・ド・シャロンジュ
- 音楽 : ジョルジュ・ガルヴァランツ
- 主題歌 : ジェリー・ヴェイル
- 製作総指揮 : ラウール・レヴィ
- プロデューサー : ムニール・ラフラ
- 製作 : アヴァラ・フィルム（ベオグラード）、イタラフ（カーブル）、ITTAC、プロディ・チネマトグラフィカ、ソシエテ・ヌーヴェル・ド・シネマトグラフィ（SNC）